# 13. november
13. november er dag 317 i året i den gregorianske kalender (dag 318 i skudår). Der er 48 dage tilbage af året.
Arkadius dag. Usikre beretninger nævner kun en enkelt martyr fra de tidlige kristenforfølgelser med dette navn.

### Begivenheder
Født - Dødsfald
- 1002 - Den engelske kong Ethelred beordrer alle danskere i England dræbt. Dette kendes som St. Brice's Dag massakren, eller Danemordet.
- 1663 - En billedstatue af Corfitz Ulfeldt "henrettes" i København. Corfitz Ulfeldt selv er flygtet og dødsdømt "in absentia" for landsforræderi.
- 1733 - Et slaveoprør på Sankt Jan i Dansk Vestindien bryder ud. Oprøret er først nedkæmpet i august 1734.
- 1742 - Videnskabernes Selskab stiftes.
- 1831 - En koleraepedemi går gennem Tyskland.
- 1863 - Novemberforfatningen gennemføres af regeringen Hall. Det er en fællesforfatning, der omfatter Danmark og Slesvig, men ikke Holsten. Forfatningen er i modstrid med de dansk-tyske aftaler af 1851-52. Den træder i kraft 1. januar 1864 og fører til udbruddet af den 2. Slesvigske Krig.
- 1872 - En stormflod rammer Sjælland og Lolland-Falster efter en voldsom orkan. I Køge går vandet 3,44 meter over daglig vande, og skaderne i byen er enorme.
- 1905 - En norsk folkeafstemning (12.–13. november) giver flertal for et monarki.
- 1907 - Det lykkes franskmanden Paul Cornu at flyve i 20 sekunder med et helikopterlignende fartøj. Først i 1935 lykkes det dog at lave en fuldt styrbar og flyvedygtig helikopter.
- 1918 - I protest mod, at flere fagforeningsledere er blevet arresteret udbryder der strejker flere steder i Danmark - og mange tusinde demonstranter mødes på Grønttorvet (nu Israels Plads) i København. De bliver angrebet voldsomt af politiet, og 22 demonstranter - blandt andet en 7-årig dreng - bliver hårdt kvæstet. Demonstrationen er blandt andet inspireret af revolutionerne i Berlin og Kiel tidligere på måneden.
- 1942 - Britiske styrker generobrer den libyske havneby Tobruk, som tyskerne i juni havde erobret.
- 1946 - Den første kunstige sne bliver produceret denne dag af Vincent J. Schaefer på Mount Greylock i Massachusetts.
- 1967 - Den græske militærjunta indfører et totalforbud mod import af danske varer.
- 1970 - Omkring 1 million mennesker omkommer ved en tyfon, der rammer flere øer i Ganges-deltaet i Bangladesh. Tyfonen hærger i to døgn - 12.-13. november. Det er historiens (1997) mest dødelige tyfon.
- 1979 - Efter 11 måneder og 12 dages strejke udkommer den engelske avis The Times igen.
- 1985 - Et vulkanudbrud i Colombia koster 25.000 livet. 90 procent af byen Armaro med 25.000 indbyggere bliver totalt ødelagt af den følgende styrtflod af gloende lava og enorme mængder smeltet sne fra bjergsiderne. Vulkanen - Nevado - havde været inaktiv i 140 år. Udbruddet er en af de værste naturkatastrofer i det 20. århundrede. Kun én gang tidligere er flere omkommet ved et vulkanudbrud i det 20. århundrede. Det var i 1902, hvor 30.000 omkom på den franske ø Martinique i Vestindien.
- 1985 - I den sidste kvalifikationskamp til VM i Mexico 1986 vinder Danmarks  fodboldlandshold i Dublin 4-1 over Irland. Danmark vinder dermed pulje 6 med 11 point foran Sovjetunionen med 10 og Schweiz med 8 point. Danmarks mål bliver scoret af Preben Elkjær (2), Michael Laudrup og John Sivebæk.
- 1986 - Iran-Contra-skandalen: USAs præsident Ronald Reagan indrømmer at have leveret våben til Iran for bl.a. at købe amerikanske gidsler i Libanon fri.
- 1988 - Brøndby IF vinder sit tredje Danmarksmesterskab i fodbold foran Næstved Boldklub og Lyngby Boldklub. Brøndbys mesterskab har været sikkert i to uger.
- 1988 - I sæsonens sidste løb vinder brasilianeren Ayrton Senna sin første VM-titel i Formel 1 i Japan. Holdkammeraten i McLaren, Alain Prost fra Frankrig, bliver nr. 2, mens Gerhard Berger fra Østrig bliver nr. 3. Det er sidste sæson, hvor turbomotorer er tilladt i Formel 1-bilerne.
- 1989 - Tjekkoslovakiet åbner sine grænser, blot få dage efter Berlinmurens fald.
- 1990 - Fremskridtspartiets stifter Mogens Glistrup bliver smidt ud af partiets Folketingsgruppe. To dage tidligere havde han meddelt, at han ville stifte et nyt parti - Trivselspartiet - som “en redningsplanke, hvis jeg - eller andre fremskridtsfolk, bliver ekskluderet”. Tre andre af Fremskridtspartiets folketingsmedlemmer følger Glistrup.
- 1991 - I Odense vinder Danmarks fodboldlandshold en EM-kvalifikationskamp mod Nordirland med 2-1. Begge mål scores af Flemming Povlsen. Jugoslavien vinder imidlertid puljen, og Danmark har dermed ikke kvalificeret sig til EM i Sverige 1992, men....
- 1994 - Ved en folkeafstemning siger Sverige ja til medlemskab af EU. 52,2 procent stemmer ja, 46,9 procent nej, mens 0,9 procent stemmer blankt.
- 1999 - I Tel Aviv vinder Danmarks fodboldlandshold overbevisende med 5-0 i den første af to play-off kampe om kvalifikation til EM 2000 i Holland/Belgien. Målene bliver scoret af: Jon Dahl Tomasson (2), Stig Tøfting, Martin Jørgensen og Brian Steen Nielsen.
- 2001 - Taleban-styret i Afghanistans hovedstad Kabul trækker sig tilbage til sin højborg i byen Kandahar. Det sker efter lidt over en måneds voldsomme amerikanske og britiske bombardementer af Afghanistan.
- 2004 - Prins Joachim filmes med op mod 170 km/t med børnene i bilen og kører ulovligt tæt på flere andre biler.
- 2007 - Folketingsvalget 2007 afgøres. Statsminister Anders Fogh Rasmussen kan fortsætte på posten. Partiet med den største fremgang er SF.
- 2015 - En række terrorangreb rammer Paris som efterlader mindst 130 døde og mere end 300 sårede.

### Født
- 354 - Augustin, kirkefader, teolog og filosof (død 430).
- 1312 - Edvard 3. af England, engelsk konge (død 1377).
- 1485 - Skipper Clement, dansk oprørsleder (død 1536).
- 1699 - Jan Zach, tjekkisk komponist og musiker (død 1773).
- 1850 - Robert Louis Stevenson, skotsk forfatter (død 1894).
- 1874 - M.N. Slebsager, dansk politiker, lærer, trafik- og handelsminister (død 1962).
- 1876 - Ivar Bentsen, dansk arkitekt (død 1943).
- 1881 - Carl Schenstrøm, dansk skuespiller (Fyrtårnet) (død 1942).
- 1913 - Lon Nol, cambodjansk premierminister (død 1985).
- 1920 - Inge Krogh, dansk tidligere overlæge og politiker (død 2023).
- 1920   - Martin Volodja Johansen, dansk professor, dr.phil (død 1999).
- 1931 - Tony Rodian, dansk skuespiller (død 1995).
- 1932 - Richard Mulligan, amerikansk skuespiller.
- 1938 - Bjørn Elmquist, dansk advokat, tidl. folketingsmedlem for Det radikale Venstre.
- 1938   - Per Brinch Hansen, dansk datalogiprofessor (død 2007).
- 1938   - Jean Seberg, amerikansk skuespiller (død 1979).
- 1944 - Jesper Klein, dansk skuespiller (død 2011).
- 1945 - Bengt Burg, dansk tidligere tv-vært (død 2023).
- 1947 - Chili Turell, dansk skuespiller.
- 1952 - Merrick Garland, amerikansk advokat og tidligere føderal dommer.
- 1954 - Cristina Lage Hansen, dansk direktør.
- 1955 - Whoopi Goldberg, amerikansk skuespillerinde.
- 1956 - Jens Gaardbo, dansk journalist og kommunikationsdirektør.
- 1958 - Søs Egelind, dansk skuespillerinde.
- 1959 - Lene Vestergaard Hau, dansk fysiker.
- 1960 - Julie Wieth, dansk skuespillerinde og instruktør.
- 1969 - Ayaan Hirsi Ali, somalisk politiker og forfatter.
- 1972 - Takuya Kimura, SMAP.
- 1975 - Rasmus Henning, dansk triathlet.
- 1980 - Morten Messerschmidt, medlem af Europaparlamentet for Dansk Folkeparti.
- 1995 - Stella Hudgens, amerikansk barneskuespiller.

### Dødsfald
- 1319 - Erik 6. Menved, dansk konge 1286-1319 (født 1274).
- 1460 - Henrik Søfareren, portugiesisk opdagelsesrejsende (født 1394).
- 1868 - Gioacchino Rossini, italiensk komponist (født 1792).
- 1880 - Conrad P.J. Krebs, dansk skolebestyrer og -grundlægger (født 1809).
- 1903 - Camille Pissarro, fransk maler (født 1830).
- 1973 - Professor Tribini, dansk gøgler (født 1915).
- 1974 - Karen Silkwood, forsker og atomkraftaktivist (født 1946).
- 1974   - Vittorio De Sica, italiensk filminstruktør (født 1901).
- 1987 – Paul Neergaard, dansk agronom og frøpatolog (født 1907).
- 2003 - Søren Søltoft Madsen, dansk forsvarsadvokat (født 1935).
- 2004 - Ol' Dirty Bastard, amerikansk rapper (født 1968).
- 2006 - Jens Østerholm, dansk skuespiller (født 1928).
- 2009 - Erik Stinus, dansk digter (født 1934).
- 2010 - Luis García Berlanga, spansk filminstruktør (født 1915).

|  | Denne datoartikel kan blive bedre, hvis der indsættes et (bedre) billede Du kan hjælpe ved at afsøge Wikimedia Commons for et passende billede eller uploade et godt billede til Wikimedia Commons iht. de tilladte licenser og indsætte det i artiklen. |